# Erzengel-Michaels-Kirche (Andělská Hora)

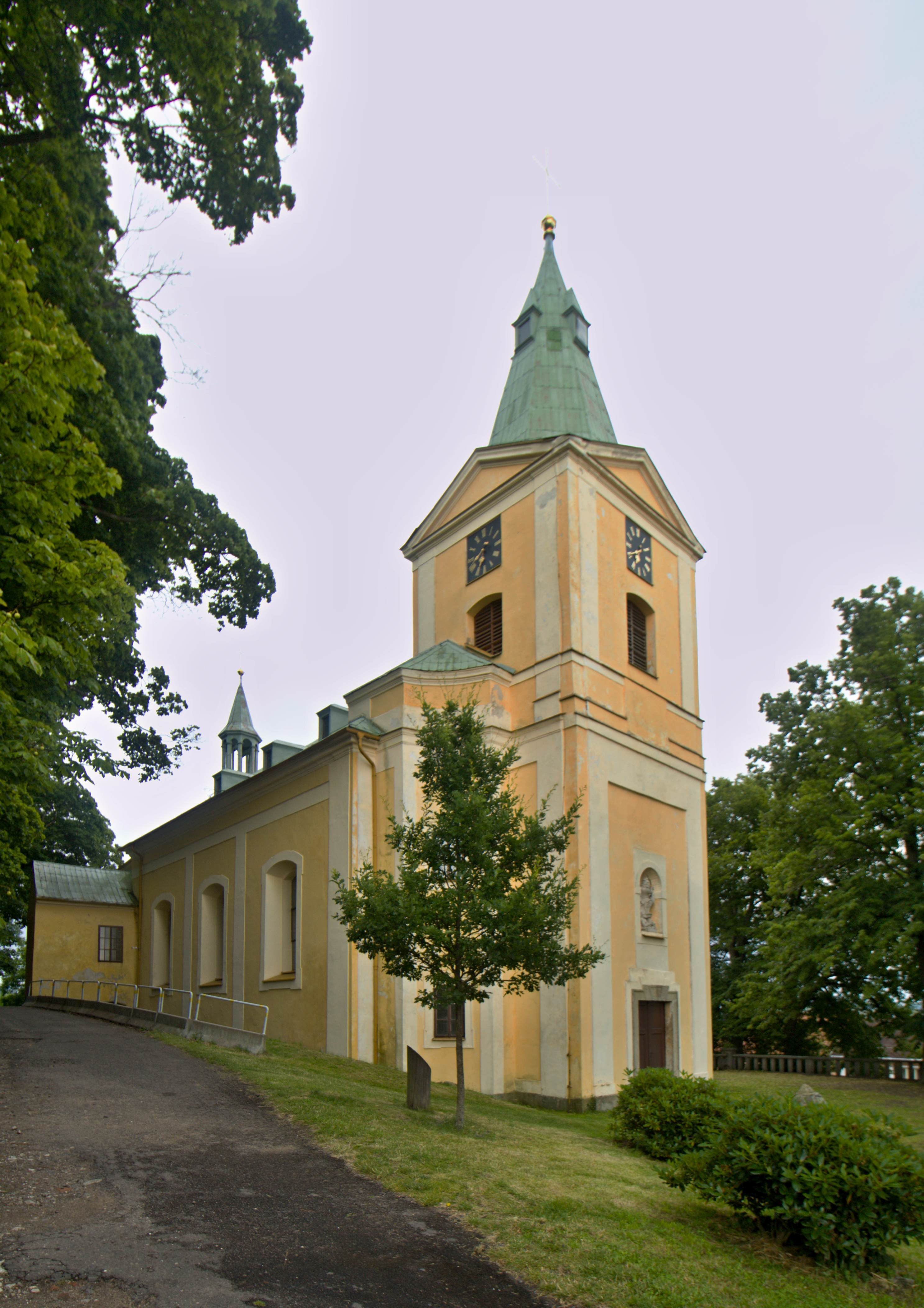
St. Michael in Andělská Hora

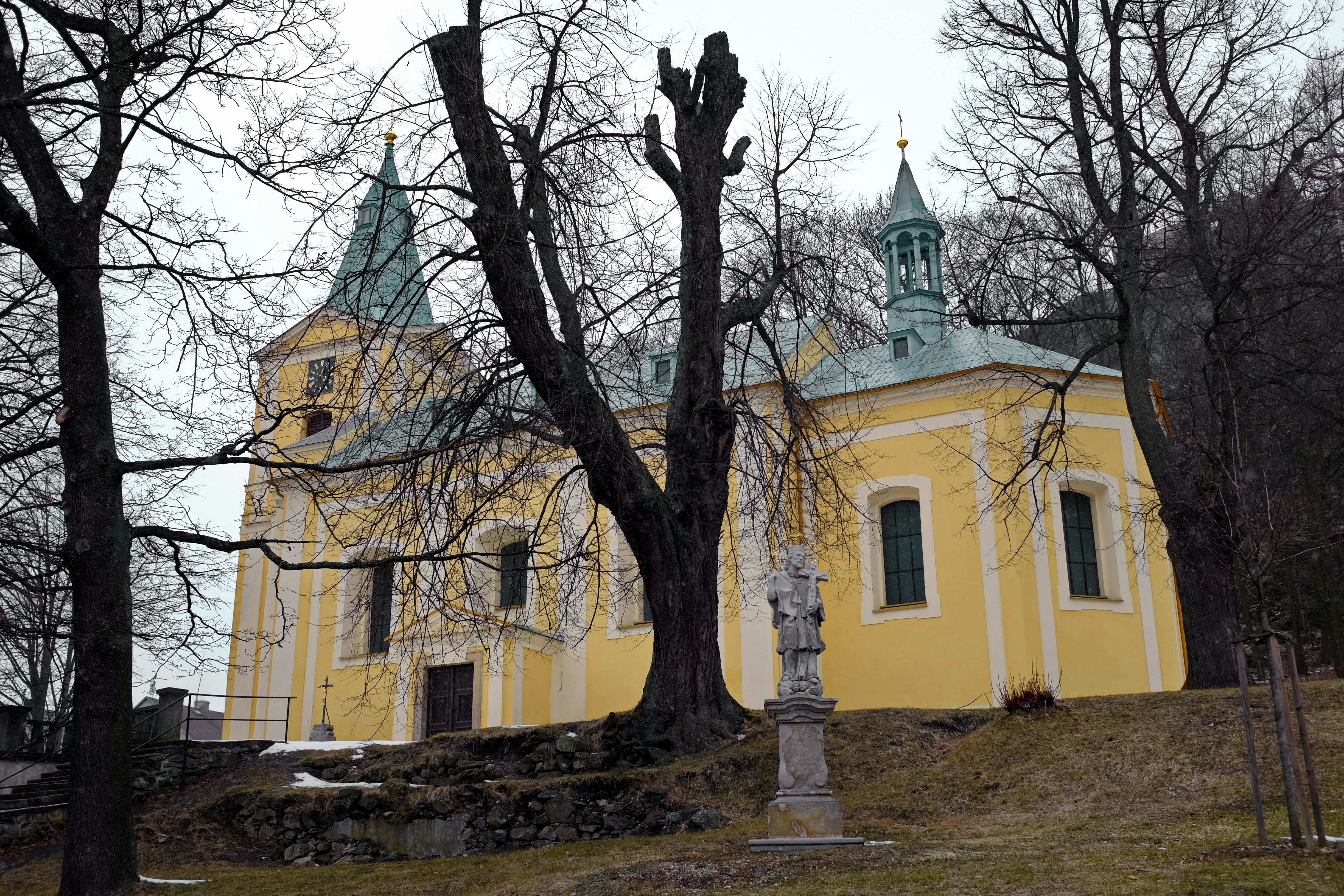
Seitenansicht

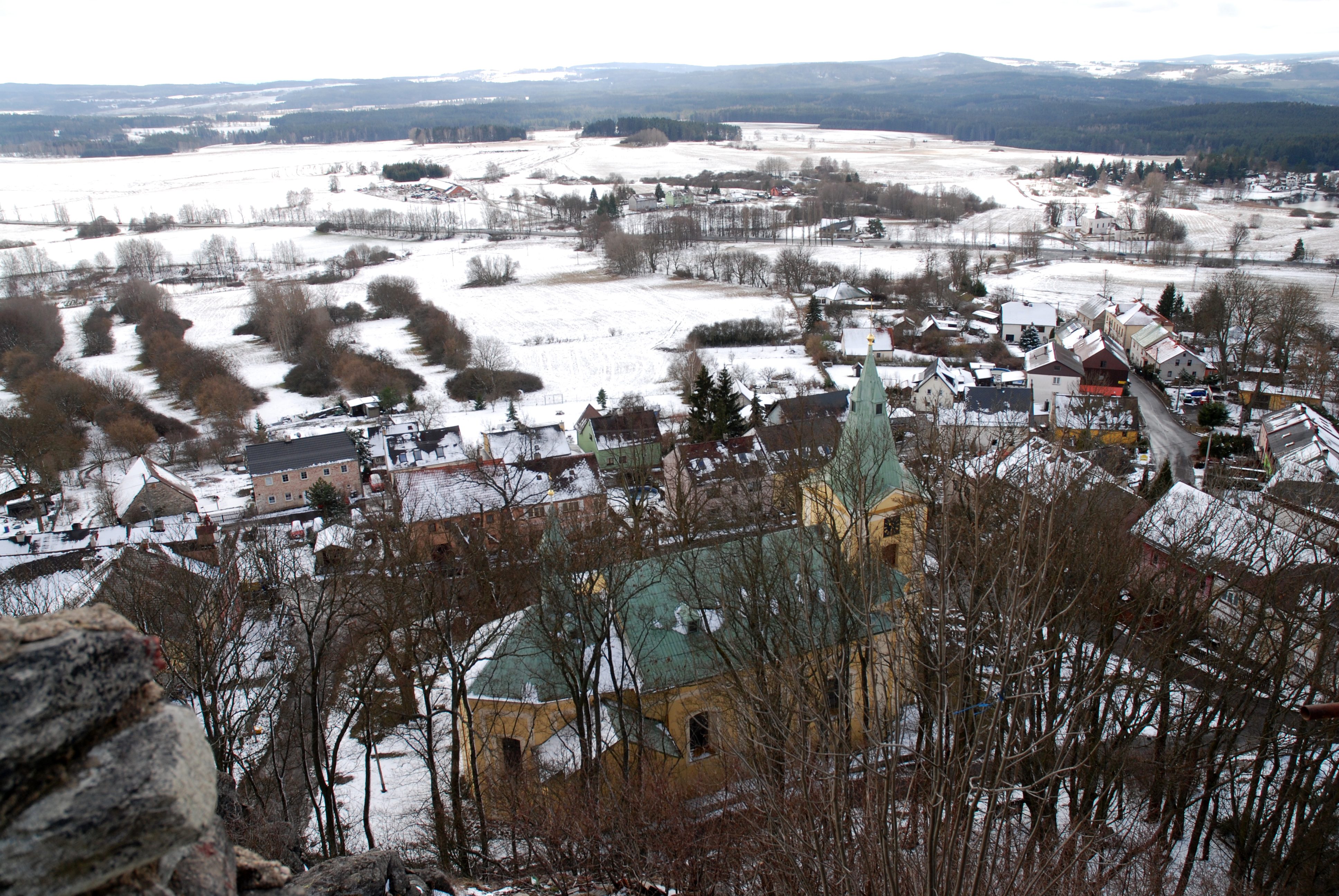
St. Michael über Andělská Hora, im Hintergrund rechts die Dreifaltigkeitskapelle

Die römisch-katholische Pfarrkirche des Hl. Erzengels Michael (tschechisch: Kostel svatého Michaela archanděla) in der tschechischen Gemeinde Andělská Hora (deutsch Engelhaus) ist ein geschütztes Baudenkmal.

## Geschichte
Die Ursprünge der Pfarrei liegen im Dunkeln. 1384 erscheinen in den Kirchenerrichtungsbüchern die späteren Filialen  Espenthor und Sollmus als eigene Pfarrei, nicht aber Engelhaus, das zu dieser Zeit noch nicht existierte. Quellen zufolge war Engelhaus ursprünglich zur Pfarrkirche St. Anna in Zettlitz gepfarrt. Weitaus älter als die Pfarrkirche ist die südwestlich von Engelhaus stehende Kapelle der hl. Jungfrau, später Dreifaltigkeitskapelle, die sich Ende des Mittelalters zur Pilgerstätte entwickelte und 1393 erstmals schriftlich erwähnt wurde. Der damalige Inhaber der Herrschaft, Heinrich III. von Plauen, beauftragte 1487 den in Diensten der Stadt Eger stehenden Baumeister Erhart Bauer aus dem bayerischen Eichstätt mit der Errichtung einer Pfarrkirche unterhalb der Burg Engelhaus. Die dem heiligen Erzengel Michael geweihte Kirche wurde 1490 vollendet. Zur eigenständigen Pfarrei waren außer Engelhaus, Espenthor, Stichelmühle und zeitweise Sollmus, Gießhübel, Neudörfl und Schönau gepfarrt. In der Reformationszeit wurde sie evangelisch und nach dem Dreißigjährigen Krieg rekatholisiert. 
Das Patronatsrecht besaßen Anfang des 17. Jahrhunderts die Freiherren Colonna von Fels. Die Kirchenbücher beginnen 1631. Nach dem Ende des Dreißigjährigen Kriegs ließ der neue Inhaber der Herrschaft, Graf Hermann Czernin von Chudenitz, die Pfarrstelle wieder mit einem katholischen Geistlichen besetzen. Ein Brand im Spätsommer 1641 zerstörte das Gebäude. Kurz darauf begann der Wiederaufbau. Bei einem weiteren verheerenden Brand von 1718, der fast ganz Engelhaus zerstörte, wurde die Kirche unter Verwendung des alten Mauerwerks im Barockstil neu aufgebaut. 1719 erfolgte der Bau eines neuen Pfarrhauses. 1720 erhielt die Kirche eine barocke Innenausstattung.
Der Kirchhof wurde in der 1. Hälfte des 19. Jahrhunderts aufgelassen und an die südwestlich von Engelhaus gelegene Dreifaltigkeitskapelle verlegt. Der letzte Großbrand am 17. August 1885 beschädigte die Kirche erneut schwer. Ihr heutiges klassizistisches Erscheinungsbild erhielt die Kirche vom Prager Architekten Anton Viktor Barvitius. 1930 zählte die Pfarrei 2882 Katholiken. Letzter deutscher Pfarrer war Johannes Breit aus Altenteich. 2000 und 2011 erfolgte mit Hilfe des Deutsch-Tschechischen Zukunftsfonds eine Sanierung der renovierungsbedürftigen Kirche.

## Beschreibung
Einschiffige Kirche mit einem rechteckigen Grundriss. Das Langhaus ist mit einem Walmdach bedeckt. Über dem rechteckigen Presbyterium befindet sich ein achteckiger Glockenturm. Der Haupteingang an der Westfassade erfolgt über einen massiven prismatischen Turm mit quadratischer Uhr, der Seiteneingang ist an der Südseite der Kirche.

## Ausstattung

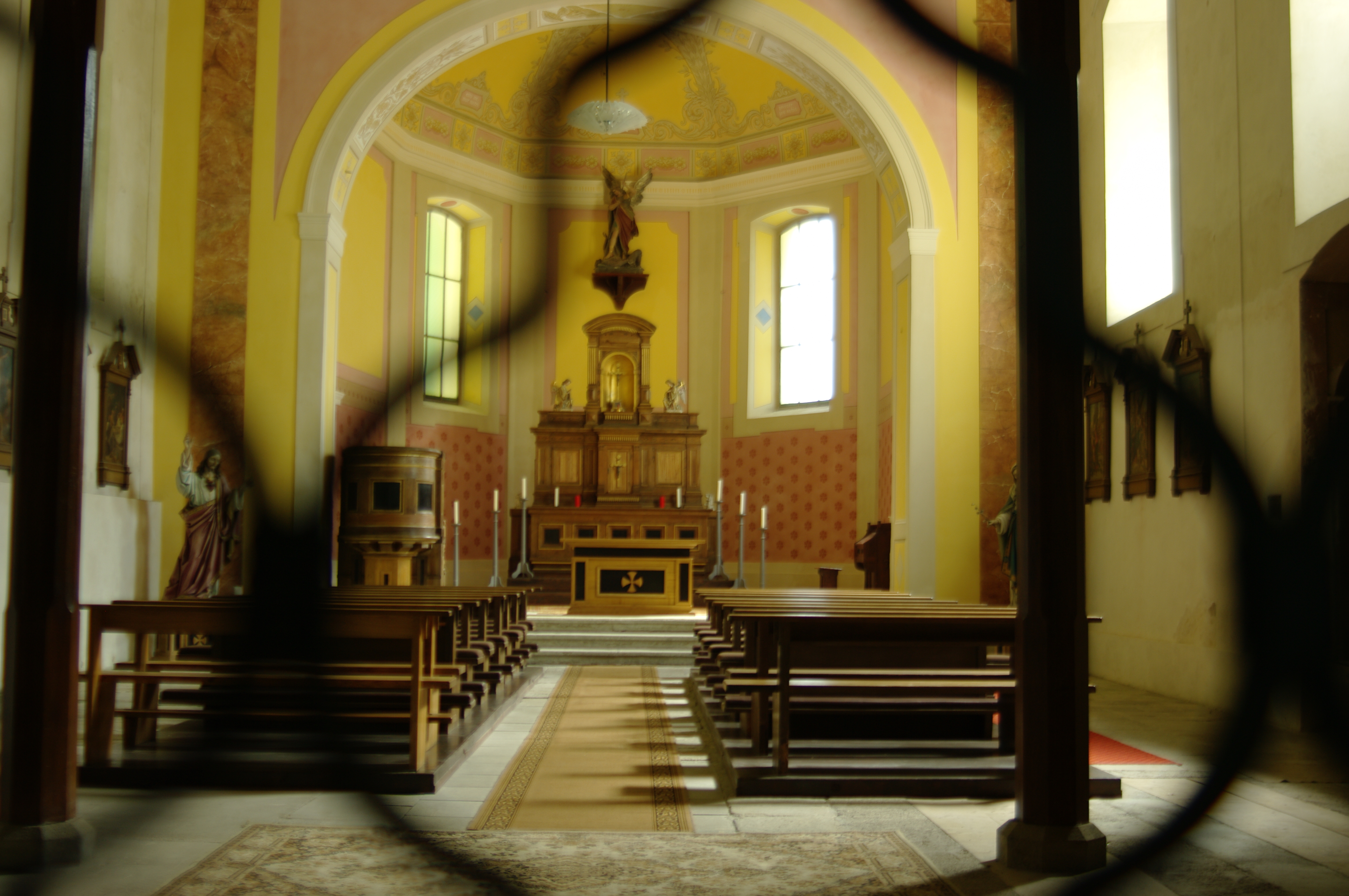
Innenraum

Die Innenausstattung ist einheitlich im Stil der Neorenaissance gehalten. Die künstlerische Gestaltung übernahmen der Schreiner Lorenz und der Prager Bildhauer Bernhard Otto Seeling. Der Hauptaltar wurde vom Tiroler Bildhauer Ferdinand Stuflesser aus St. Ulrich in Gröden bezogen. Über dem Altar befindet sich eine Statue des heiligen Erzengels Michael. Ein wertvoller älterer Altar gestiftet vom Kirchenpatron Graf Czernin ging verloren. An den Langhauswänden hängen Bilder einer Kreuzwegstation. Die Orgel lieferte 1887 der Organist Ferdinand Langenauer. Die Decke und Wände des Presbyteriums gestaltete 1902 der Künstler Karl Zimmermann.